# Miroslav Žemla
Miroslav Žemla (28. června 1925, Veľké Krškany, Československo) byl československý diplomat. Jako člen KSČ byl od roku 1949 zaměstnancem ministerstva zahraničních věcí, kde zastával řadu funkcí. Byl československým velvyslancem v Kanadě (1964–1968), Velké Británii (1971–1974) a Barmě (1978–1981). Ze zaměstnaneckého poměru na ministerstvu zahraničí byl propuštěn po Sametové revoluci v roce 1990.

## Životopis
Pocházel z české rodiny, ale narodil se na Slovensku, kde jeho otec působil jako četník. V roce 1939 se s rodiči vrátil do Čech a absolvoval gymnázium v Olomouci. Jako partyzán se v závěru druhé světové války zúčastnil protifašistického odboje. V květnu 1945 vstoupil do KSČ a pokračoval ve studiu na právnické fakultě Univerzity Karlovy. Během studií se podílel na vzniku stranické organizace na univerzitě a stál také v čele akčního výboru. V roce 1948 dosáhl titulu doktora práv a od roku 1949 byl zaměstnancem ministerstva zahraničí, kde v letech 1949–1950 rychle vystřídal několik funkcí. Začínal jako referent sovětského odboru, pak působil na sekretariátu náměstka Václava Borka a na jaře 1949 byl dočasným vedoucím kádrového odboru ministerstva zahraničí. V létě 1949 se stal tajemníkem ambasády v Polsku a po krátké přípravě na Asijském odboru na ministerstvu zahraničí odjel do Afghánistánu, kde jako chargé d'affaires vedl v letech 1950–1951 diplomatické zastoupení. Po návratu do Prahy byl vedoucím Asijského odboru na ministerstvu zahraničí a v letech 1954–1955 vedl československé zastoupení v Dozorčí komisi neutrálních států v Koreji. V letech 1956–1958 byl prvním tajemníkem velvyslanectví v Číně, souběžně dvakrát v hodnosti chargé d'affaires vedl diplomatické zastoupení ve Vietnamu. V letech 1958–1964 působil znovu na ministerstvu zahraničí, mimo jiné jako vedoucí odboru OSN, několikrát vedl diplomatická jednání v USA a v roce 1964 byl vedoucím československé delegace na konferenci o odzbrojení v Ženevě.
V letech 1964–1968 byl československým velvyslancem v Kanadě, po návratu z Ottawy byl jmenován vedoucím útvaru pro analýzy a plánování na ministerstvu zahraničí (1968–1969). Na počátku normalizace byl náměstkem ministra zahraničí Jána Marka a generálním sekretářem ministerstva zahraničních věcí (1969–1971). V letech 1971–1974 byl československým velvyslancem ve Velké Británii, kde se mu nepodařilo překonat ochlazení vztahů po roce 1969 (ke konsolidaci poměrů došlo až za jeho nástupce Mečislava Jablonského). Po návratu z Londýna byl vedoucím mezinárodně-právního odboru na ministerstvu zahraničí, souběžně se zúčastnil dalších jednání v Ženevě. V letech 1978–1981 byl velvyslancem v Barmě, poté se opět vrátil na ministerstvo zahraničí, kde od roku 1987 vedl generální sekretariát. Z ministerstva zahraničí byl propuštěn na počátku roku 1990.